# NGC 1303
NGC 1303 (również PGC 12527) – galaktyka soczewkowata (S0), znajdująca się w gwiazdozbiorze Erydanu. Odkrył ją Heinrich Louis d’Arrest 28 października 1865 roku.